# 왈테르 몬티요
왈테르 다미안 몬티요(스페인어: Walter Damián Montillo, 1984년 4월 14일 ~ )는 아르헨티나의 은퇴한 축구 선수이며 포지션은 미드필더였다.

## 축구인 경력

### 클럽 경력
2002년 아르헨티나의 산로렌소에서 프로 무대에 데뷔하였다. 2006년 멕시코의 모렐리아로 임대 이적하였다. 2007년 다시 산로렌소로 복귀하였지만 주전 자리를 차지하지 못하였고, 2008년 칠레의 우니베르시다드 데 칠레로 1백만 달러의 이적료로 이적하였다. 첫 시즌 리그에서 35경기 6골의 준수한 활약을 펼쳤으며 2010 시즌엔 코파 리베르타도레스 8강 2차전에서 브라질의 강호 플라멩구를 상대로 골을 기록하여 팀을 4강에 올려놓는 등 대륙 대회에서도 좋은 모습을 보였다.
2010년 7월 크루제이루로 이적하였다. 8월 15일 열린 상파울루와의 경기에서 1도움을 기록한 것을 시작으로 남은 시즌 리그 23경기에 출전하여 7골을 기록하는 맹활약을 펼치며 2010 브라질 세리에 A 공식 베스트 11 미드필더 부문, 브라질 언론 플라카르가 선정하는 베스트 11인 볼라 지 오루의 2010년 미드필더 부문 등에 이름을 올렸다. 2011 시즌엔 데뷔 후 처음으로 두 자릿 수 득점을 기록하였으며, 2년 연속 볼라 지 오루에 선정되었다. 2012년 2월 25일 주 리그 경기에서 2골을 성공시키며 크루제이루 구단 역대 외국인 선수 최다골인 28골을 경신하는 기록인 30골에 도달하였다.
2013년 1월 산투스로 이적하여 간수가 달던 등번호 10번을 이어받았다. 2014년 1월 중국의 산둥 루넝으로 750만 유로의 이적료로 이적하였다.

### 국가대표 경력
2003년 FIFA 세계 청소년 축구 선수권 대회에 참가하였다.
2011년 9월 열린 브라질과의 경기에서 A매치 데뷔전을 치렀고 2013년 3월 22일 베네수엘라와의 경기에선 처음으로 A매치 풀타임을 소화하였다.